# Оясіо (1940)
Оясіо (Oyashio, яп. 親潮) — ескадрений міноносець Імперського флоту Японії, який взяв участь у Другій світовій війні.
Корабель, який став шостим (за датою закладання) серед есмінців типу «Кагеро», спорудили у 1940 році на корабельні ВМФ у Майдзуру.
На момент вступу Японії до Другої світової війни «Оясіо» належав до 15-ї дивізії ескадрених міноносців. 1 грудня 1941-го дивізія прибула з Японії до Палау (важлива база на заході Каролінських островів), а 6 грудня її есмінці вийшли звідси для прикриття загону легкого авіаносця «Рюдзьо», який в день нападу на Перл-Гарбор здійснив рейд на Давао (південне узбережжя філіппінського острова Мінданао). 10–11 грудня «Оясіо» разом зі ще одним есмінцем 15-ї дивізії прикривав мінний загороджувач «Іцукусіма», який здійснив постановку мін у протоці Сан-Бернардіно (веде із внутрішніх морів Філіппін до Філіппінського моря між островами Лусон та Самар.
12 грудня 1941-го разом з іншими есмінцями своєї дивізії «Оясіо» приєднався до прикриття конвою з Палау, який цього дня висадив десант на південно-східному завершенні острова Лусон у Легаспі (японське командування запланувало кілька допоміжних десантів на Філіппінах, що мали передувати вторгненню головних сил до затоки Лінгаєн на заході Лусону).
14 грудня 1941-го «Оясіо» повернувся на Палау, а вже 17 грудня вирушив звідси у супроводі загону, який мав захопити Давао (є дані, що есмінець супроводжував другий ешелон конвою). Висадка відбулась 20 грудня та не зустріла серйозного спротиву.
23 грудня 1941-го «Оясіо» разом зі ще трьома есмінцями своєї дивізії та легким крейсером «Дзінцу» рушив з Давао для прикриття десанту на острів Голо у філіппінському архіпелазі Сулу (тут планували створити базу для подальшого просування у нафтовидобувні регіони на сході острова Борнео). Висадка розпочалась наприкінці 24 грудня та вже вранці наступного дня Голо опинився у руках японців. 26—27 грудня «Оясіо» ескортував транспорт з Голо до Давао, після чого залучався до патрулювання затоки Давао.
У першій декаді січня 1942-го 15-ту дивізію залучили у прикритті десантної операції у районі Менадо на північно-східному півострові острова Целебес (Сулавесі). Висадка тут відбулась в ніч на 11 січня, а у другій половині дня «Оясіо» вів зенітний вогонь по ворожим літакам, які спробували атакувати загін вторгнення.
21 січня 1942-го «Оясіо» залучили у прикритті сил висадки в Кендарі на південно-східному півострові Целебесу. У перші години 24 січня транспортний загін розпочав десантування, а вранці «Оясіо» та ще кілька кораблів спробували наздогнати американський гідроавіаносець «Чайлдс», який зміг вислизнути з Кендарі у південному напрямку. Втім, перехопити Childs так і не вдалось і 27 січня Оясіо повернувся до Кендарі.
30 січня 1942-го «Оясіо» вирушив для прикриття сил висадки на острів Амбон, десантування на який почалось у ніч на 31 січня. На цей раз бої з союзними силами затягнулись на кілька діб і лише 3 лютого острів узяли під повний контроль, після чого 4 лютого «Оясіо» перейшов назад до Кендарі.
6 лютого 1942-го 15-та дивізія все так же у повному складі була залучена для операції по захопленню Макассару на південно-західному півострові Целебеса. Під час переходу з Кендарі 7 лютого «Оясіо» та інший есмінець дивізії «Нацусіо» скинули глибинні бомби по місцю можливого перебування ворожої субмарини. Те, що підводна загроза в цьому районі була, підтвердив інцидент наприкінці наступної доби, коли поблизу Макассару американський човен S-37 торпедував «Нацусіо». Останній повів на буксирі третій есмінець з тієї ж дивізії «Куросіо», при цьому «Оясіо» забезпечував ескорт. Втім, через погіршення погодних умов «Нацусіо» у підсумку виявився втраченим вранці 9 лютого. 12 лютого «Оясіо» та «Куросіо» прибули до Кендарі, а 14–15 лютого пройшли на Амбон.
У середині лютого 1942-го «Оясіо» залучили до прикриття операції по оволодінню островом Тимор. У межах останньої 16–17 лютого з Амбону вийшли два транспортні загони, а сама висадка відбулась 20 лютого.
26 лютого 1942-го «Оясіо» разом з «Куросіо» вирушив з Купангу (західна частина Тимору) для супроводу групи постачання авіаносного з'єднання, що рушило у рейд в межах підтримки вторгнення на головний острів Нідерландської Ост-Індії — Яву. При цьому 5 березня ці есмінці потопили артилерією так і не ідентифіковане судно (японці класифікували його як мінний загороджувач), для чого «Оясіо» витратив 84 снаряди головного калібру. 11 березня есмінець разом з авіаносним з'єднанням прибув до Старінг-Бей (затока неподалік Кендарі).
15–22 березня «Оясіо» разом з двома іншими есмінцями 15-ї дивізії супроводжував зі Старінг-Бей до на ремонт до Сасебо авіаносець «Кага» (останній брав участь у рейді на Яву попри отримане ще за місяць до того при навігаційній аварії пошкодження, проте наразі японські авіаносці готувались до значно серйознішого походу в Індійський океан, а «Кага» не міг розвивати повний хід).
У першій половині квітня 1942-го «Оясіо» пройшов короткий доковий ремонт у Куре, а 17 квітня рушив у складі своєї дивізії на Філіппіни. 18 квітня ці кораблі відізвали для протидії рейду Дуліттла, проте невдовзі «Оясіо» та «Куросіо» відновили свій рух на південь, 25 квітня заходили до Такао (наразі Гаосюн на Тайвані) для дозаправки, а 28 числа прибули до острова Панай в центральній частині Філіппінського архіпелагу (третій есмінець спершу супроводжував радянське судно «Клара Цеткін», а потім рушив для блокади Маніли, в районі якої ще тримались американські війська). На початку травня вони супроводжували транспорти з військами для окупації Кагаяну (північне узбережжя острова Мінданао), а 9 травня прибули в район Маніли.
10 травня есмінці 15-ї дивізії вирушили для супроводу авіаносця «Сьокаку», який дістав пошкодження в битві у Кораловому морі та повертався через Філіппінське море до Японії під охороною двох есмінців. 12 травня «Оясіо» та інші кораблі зустрілись з «Сьокаку» західніше від Маріанських островів (після цього один з есмінців попереднього ескорту попрямував на Сайпан), а 17 травня весь загін досягнув Куре.
21–25 травня 1942-го в межах підготовки операції проти атола Мідвей «Оясіо» разом з іншими есмінцями 15-ї (а також 16-ї та 18-ї) дивізії пройшов з Куре на острів Сайпан (Маріанські острови), ескортуючи при цьому гідроавіаносці «Тітосе» та «Камікава-Мару». 28 травня есмінці вийшли з Сайпану супроводжуючи транспорти з військами. Катастрофічна поразка авіаносного з'єднання в битві 4—5 червня під Мідвеєм призвела до скасування операції, після чого «Оясіо» разом з іншими кораблями 15-ї дивізії, а також легким крейсером «Дзінцу» та 16-ю дивізією ескадрених міноносців прибув на Гуам (Маріанські острови).
Станом на середину липня 1942-го «Оясіо» вже перебував у Японії, звідки 16 липня вийшов разом з 6 іншими есмінцями вийшли для супроводу важких крейсерів «Кумано» та «Судзуя», що пройшли через Сінгапур до Бірми в межах підготовки до рейду у Індійський океан (невдовзі після виходу на островах Рюкю до них приєднались ще два есмінці охорони, а в Сінгапурі ще один) 29 липня під час прямування в Малаккській протоці загін був безрезультатно атакований нідерландським підводним човном O-23, після чого японський ескорт так само невдало контратакував глибинними бомбами. 30 липня крейсери з їх супроводом дістались до Мергуй (наразі М'єй на східному узбережжі Андаманського моря).
Втім, через тиждень союзники висадились на сході Соломонових островів, що започаткувало шестимісячну битву за Гуадалканал та змусило японське командування перекидати сюди підкріплення. Як наслідок, рейд до Індійського океану скасували і «Оясіо» разом зі тими ж трьома есмінцями вже 8 серпня 1942-го рушив для ескорту крейсерів до Мікронезії. Під час проходження повз Трук (велика японська база в центральній частині Каролінських островів) 21 серпня есмінці заходили на атол для дозаправки, після чого пішли наздогін за крейсерами для приєднання до сил флоту, зібраних з метою проведення конвою з підкріпленнями для Гуадалканалу. Рух конвою виявився остаточно перерваним 25 серпня унаслідок ударів літаків з островів Еспіриту-Санто та Гуадалканал (добою раніше транспортне угруповання перечікувало битву авіаносних з'єднань біля східних Соломонових островів), проте «Оясіо» й далі перебував у морі ще тривалий час, супроводжуючи сили адмірала Кондо (лінкори, крейсера), які патрулювали північніше від Соломонових островів.
29 вересня 1942-го «Оясіо» разом іншими есмінцями 15-ї дивізії вирушив з Труку для зустрічі гідроавіаносця «Ніссін». Останній прямував в район Кавієнгу (друга за значенням японська база у архіпелазі Бісмарка на північному завершенні острова Нова Ірландія), де мав зустрітись з ескортом для подальшого прямування на якірну стоянку Шортленд (прикрита групою невеликих островів Шортленд акваторія біля південного завершення острова Бугенвіль, де зазвичай відстоювались бойові кораблі та перевалювались вантажі для відправлення далі на схід Соломонових островів).
3 жовтня 1942-го есмінці 15-ї дивізії вирушили у транспортний рейс до Гуадалканалу, маючи на борту бійців та предмети матеріального забезпечення. Взагалі, в наступні місяці чи не найголовнішим завданням для «Оясіо» були транспортні рейси (доставка підкріплень та вантажів на швидкохідних есмінцях до району активних бойових дій стала типовою для японського флоту в кампанії на Соломонових островах). 6 жовтня дивізія «Оясіо» знов рушила до Гуадалканалу, в ніч на 7 число розвантажилась, а вже біля полудня була на Шортленді. Черговий рейс провели 9–10 жовтня, при цьому окрім «Оясіо» у ньому взяли участь ще 4 есмінці та 1 легкий крейсер, які в сукупності доправили майже вісім сотень бійців (під час цього походу один з есмінців групи зазнав пошкоджень при авіанальоті).
Далі настала кількатижнева перерва у транспортній діяльності «Оясіо». 11 жовтня 1942-го він полишив стоянку Шортленд, щоб долучитись до головних сил, які тієї ж доби вийшли з Труку. 12 жовтня шість есмінців з Шортленду (в тому числі всі чотири із 15-ї дивізії — до її складу вже певний час як ввели «Кагеро») приєднались до загону адмірала Куріти, головну силу якого складали лінкори «Харуна» та «Конго». Останні у перші години 13 жовтня провели вдалий обстріл аеродрому Гендерсон-Філд, знищивши понад чотири десятки ворожих літаків. Після обстрілу загін Куріти повернувся до сил під командуванням адмірала Конде, які патрулювали північніше від Соломонових островів. 15 жовтня з них виділили ще один рейдовий загін із 2 важких крейсерів під охороною легкого крейсера та 7 есмінців (і в тому числі «Оясіо»), який в ніч на 16 жовтня також провів бомбардування аеродрому (втім, без такого успіху як попереднє). В останній декаді жовтня 1942-го японці вступили у битву біля островів Санта-Круз, при цьому все вирішила дуель авіаносців, тоді як лінкори та крейсери Конде так і не вступили у бій, а 30 жовтня прибули на Трук.
3—5 листопада 1942-го «Оясіо» разом із п'ятьма іншими есмінцями супроводжував важкі крейсери «Судзуя» та «Мая» з Труку до Шортленду.
7 листопада 1942-го «Оясіо» разом зі ще 10 есмінцями виконав черговий транспортний рейс до Гуадалканалу, під час якого на острів доправили 1300 військовослужбовців та вивезли 500 поранених та хворих (проте два есмінці загону зазнали пошкоджень від авіаударів).
13 листопада «Оясіо» залучили до супроводу великого конвою транспортних суден. Проведення останнього призвело до вирішальної морської битви біля острова, в якій японці зазнали поразки. У ніч проти 15 листопада, вже після загибелі більшості транспортів, «Оясіо» разом з двома іншими есмінцями 15-ї дивізії (один ще завершував ремонт на Труці після битви біля островів Санта-Круз) направили для підтримки загону (1 лінкор, 2 важкі та 2 легкі крейсери), що намагався провести обстріл Гендерсон-Філд, але був вимушений вступити у бій з ворожими лінкорами. Під час цих подій «Оясіо» та «Кагеро» провели торпедну атаку по лінкору «Вашингтон», яка, втім, не призвела до успіху.
16—17 листопада 1942-го «Оясіо» та ще 5 есмінців здійснили перехід до Рабаулу (головна передова база японців у архіпелазі Бісмарку, з якої провадились операції на Соломонових островах та сході Нової Гвінеї) разом з важким крейсером «Тьокай», який був пошкоджений авіацією під час тієї ж битви біля Гуадалканалу. «Тьокай» далі рушив на Трук, а більшість есмінців залучили для операції на Новій Гвінеї, де 16 листопада 1942-го союзники почали наступ на район Буна-Гона (півострів Папуа). Вже 17 листопада «Оясіо» та ще 4 есмінці вирушили у транспортний рейс до Буни, де в ніч проти 18 числа висадили 1500 військовослужбовців. 21 листопада «Оясіо» залучили для допомоги есмінцю «Умікадзе» (належав до другого ешелону конвою до Буни, що вирушив з Рабаулу невдовзі після загону «Оясіо»), який був пошкоджений авіацією, а тепер прямував на буксирі у «Асасіо». Ці кораблі успішно дійшли до бази, проте можливо відзначити, що за кілька діб у рейсі до Нової Гвінеї (але до іншого гарнізону у Лае) загине один з есмінців 15-ї дивізії — «Хаясіо».
27 листопада 1942-го «Оясіо» повернувся до Шортленду, а 30 листопада він вирушив разом зі ще 7 есмінцями у транспортний рейс до Гуадалканалу. На підході до острова їх перехопив ворожий загін, що призвело до бою біля Тассафаронга. У останньому він випустив вісім торпед та, ймовірно, поцілив важкий крейсер «Пенсакола» (ремонтувався протягом багатьох місяців).
Протягом першої половини грудня 1942-го «Оясіо» взяв участь у ще трьох рейсах до Гуадалканалу — 3, 7 та 11 числа, при цьому другий з них був перерваний через атаку торпедних катерів (а у третьому вони потопили есмінець «Терудзукі»).
У середині місяця «Оясіо» прибув до Рабаулу, звідки 16 грудня 1942-го здійснив рейс для доставлення підкріплень у Мунду на острові Нью-Джорджія (центральна частина Соломонових островів). 24 грудня він виконав ще одне таке завдання.
1 січня 1943-го «Оясіо» перейшов з Рабаулу до стоянки Шортленд, а наступної доби взяв участь у новому транспортному рейсі до Гуадалканалу.
9—17 січня 1943-го «Оясіо» супроводжував конвой з Шортленду на Трук (разом з есмінцем «Кагеро»), а з 1 по 9 лютого есмінець виконував завдання із ескортування судна Hakozaki Maru з Труку до Куре, після чого став у Японії на доковий ремонт.
4—10 квітня 1943-го «Оясіо» та ще 3 есмінці супроводжували з Японії на Трук ескортні авіаносці «Тайо» і «Чуйо», які здійснювали доставку літаків, а також важкий крейсер «Тьокай». На підході до Труку американський підводний човен випустив чотири торпеди по «Тайо», проте через передчасне спрацьовування детонаторів японський корабель урятувався. Після прибуття на базу «Оясіо» здійснив вихід для протичовнового пошуку, а 24—27 квітня разом зі ще двома есмінцями своєї дивізії пройшов до Рабаулу.
28 квітня 1943-го усі есмінці 15-ї дивізії вийшли у рейс до Мунди, зайшли 29 числа на стоянку Шортленд і незадовго до опівночі цієї ж доби прибули до узбережжя Нью Джорджії. Тут есмінці передали персонал та вантаж на десантні баржі та прийняли з них майже три сотні осіб, які належало евакуювати, і вранці 30 квітня прибули на стоянку Шортленд, з якої майже одразу рушили далі до Буки (порт на однойменному острові біля протилежного, північного завершення Бугенвілю).
3 травня «Оясіо» та два інші есмінці 15-ї дивізії повернулись з Буки на Шортленд, прийняли 350 військовослужбовців та вантаж і рушили до острова Коломбангара (західна частина архіпелагу Нью-Джорджія), де розвантажились у ніч проти 4 травня, а потім пройшли назад через Шортленд до Буки.
7 травня ці ж кораблі рушили у наступний рейс, маючи завдання доправити на Коломбангару понад 220 військовослужбовців та 18 тонн боєприпасів. Розвантажившись та прийнявши три сотні пасажирів, есмінці рушили у зворотний шлях, при цьому командир загону вирішив пройти через протоку Блеккет. У останній лише за добу до того американці виставили мінне поле, на якому послідовно підірвалися всі кораблі японського загону — спершу «Оясіо», потім «Кагеро» і останнім «Куросіо» (японці гадали, що їх атакує підводний човен, чому й не припинили курсувати в районі мінного загородження). Машинне відділення «Оясіо» виявилось затопленим, стало неможливим кермування. Потім вода залила і котельне відділення.
Знеструмлений корабель дрейфував і вранці 8 травня «Оясіо» сів на риф. Невдовзі з'явилась ворожа авіація, під час атаки якої есмінець зазнав двох прямих влучань бомб. За кілька годин наліт повторився і «Оясіо» дістав додаткові пошкодження від близьких вибухів та обстрілу. Корабель почав завалюватись на борт і під вечір 8 травня віддали наказ полишити його.
Вночі 9 травня до району загибелі есмінців 15-ї дивізії (на той час всі три кораблі затонули) прибули есмінці «Хагікадзе» та «Умікадзе», які провели рятувальні роботи. Втрати екіпажу «Оясіо» загиблими становили 91 особу (багато вцілілих змогли урятуватись вплав та дістатись Коломбангари).